# 波拉比語
波拉比語（德語：Polabisch）是一種已滅絕的西斯拉夫语支语言，曾在当今德国东北部易北河居住的西斯拉夫民族的波拉比斯拉夫人使用，因此而得名。隨著德意志人從11世紀開始的东向移民运动，波拉比斯拉夫人被同化，當地的語言被低地德语取代。到18世紀時，波拉比語已經滅絕。 
到18世纪，波拉比語在某些方面与其他斯拉夫语言有着明显的不同，最显着的是受德語影响。它接近波美拉尼亞語和卡舒比语。其遺稿仅在少数17世纪和18世纪的手稿、字典和各种著作中得到证明。

## 歷史

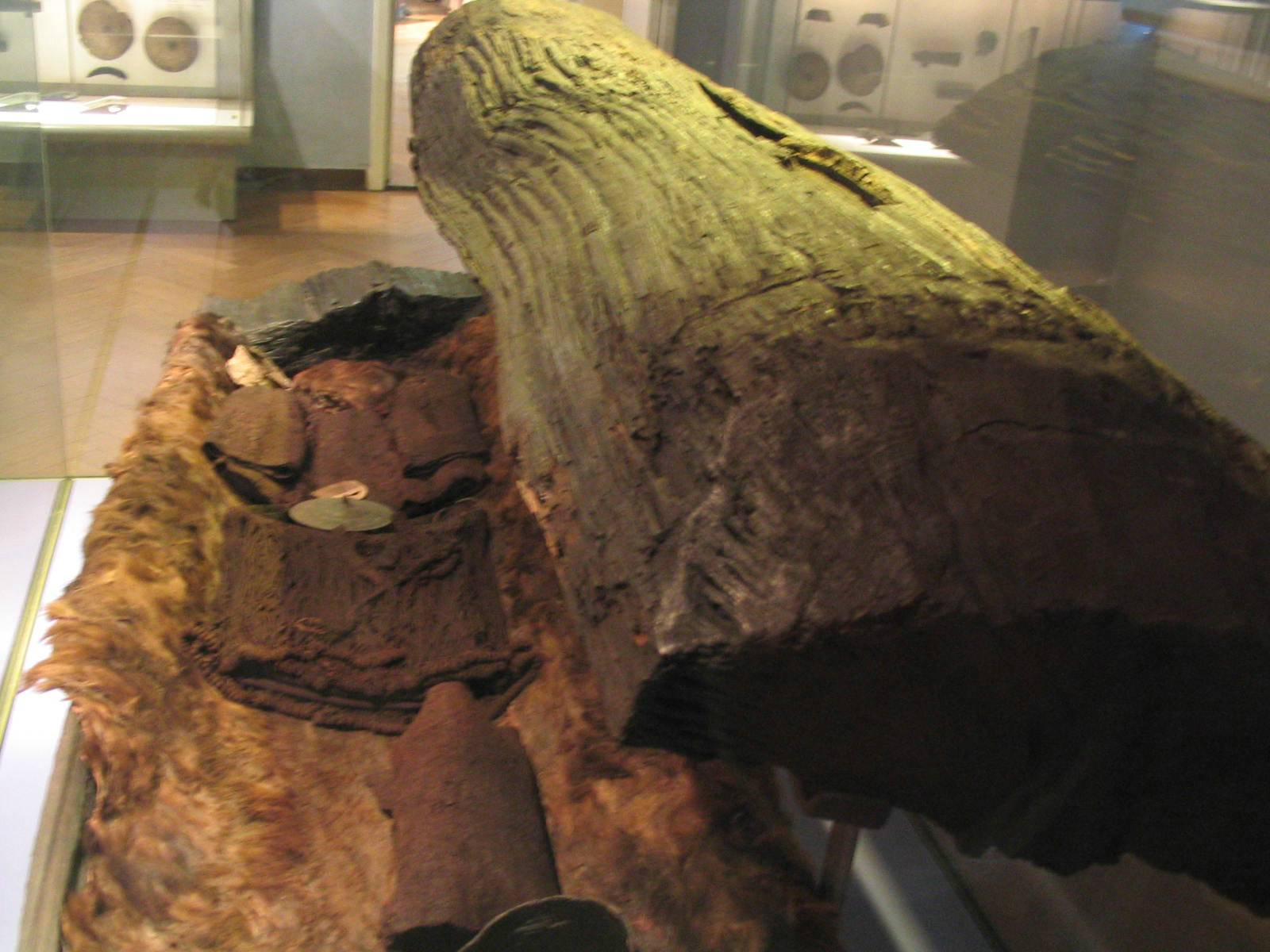
丹麦国家博物馆藏埃格維特少女（Egtved Girl）的棺木，她显然是一位斯拉夫年轻贵族妇女，並受到了雅利安文化的影響

在埃伯斯瓦尔德发现的雅利安人-塞迦珠寶